# Dávid-csillag

Jellemző Dávid-csillag-ábrázolás

A Dávid-csillag (héberül: מגן דוד; Magén Dávid) a zsidó vallású emberek identitásának szimbóluma, mely nevét Dávid zsidó királyról kapta. A Dávid pajzsa néven is közismert hexagram – két egymásba fordított egyforma nagyságú egyenlő oldalú háromszög – mint jelkép nem kizárólag zsidó, hanem hindu eredetet is tulajdonítanak neki. A két háromszög egyik magyarázata szerint a női és a férfi ősi jelképe egybeolvasztva. A V alak a termékenységet, méhet szimbolizálja, míg ennek az ellentéte, a fordított V a pengét, a férfiasságot és a harcot.
Izrael Állam zászlajának tartozéka, és általánosan ismert zsidó vallási jelkép. Az aranyból és ezüstből készült Dávid-csillagot sokan nyakláncként, karkötőként viselik, továbbá lehet találkozni e csillaggal régi pecsétnyomókon, amuletteken, medálokon is

## Története

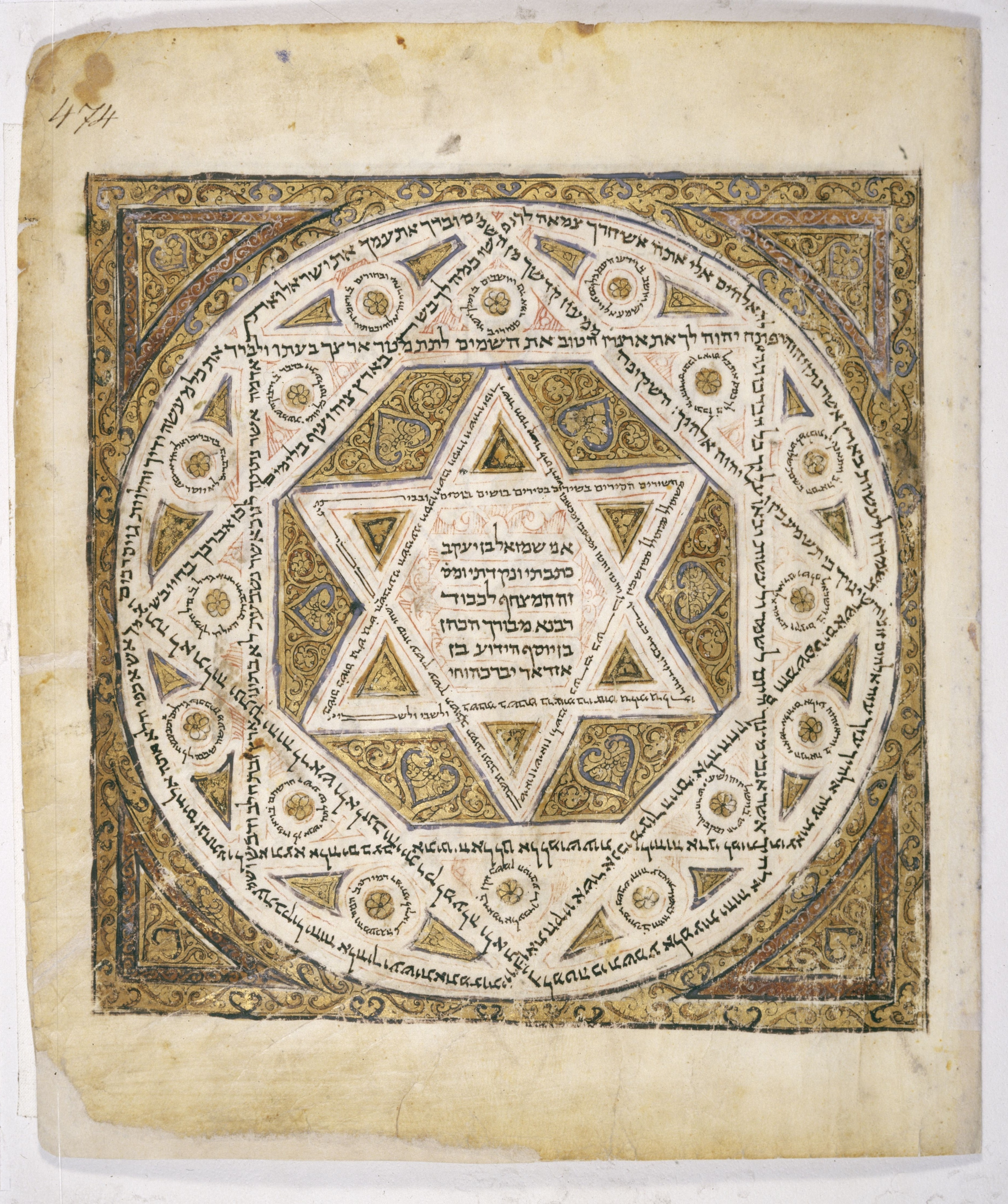
Kép a Leningrádi kódexből

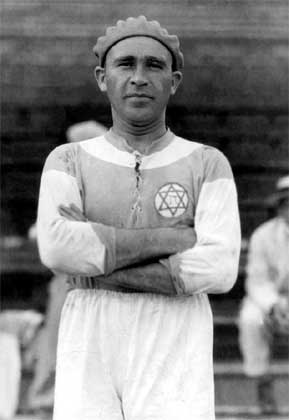
Guttmann Béla magyar válogatott labdarúgó a SC Hakoah Wien mezében. Ennek a labdarúgó csapatnak a jelképe volt a Dávid-csillag.

Első régészeti leletet Szidonból az I. e. 7. századból azonosították. Itt egy szidoni zsidó, Ben Aszajáhu sírkövén tűnik fel, mint jelkép. Későbbi előfordulása a 200 körül épült az észak-izraeli Kfar Náhum (Capernaum) zsinagógájának frízén látható.
Ezt a vallási szimbólumot a 14. században írt zsidó misztikus szövegekben kezdték a zsidó vallással összekapcsolni. A csillag 12 lapja Izrael 12 törzsét hivatott jelképezni, hét része pedig a teremtés hét napját.
A késő középkortól jellemzően Közép Európában a zsidó közösségek megkülönböztető jelévé vált. A szimbólum közismertté vált azáltal, hogy Herzl Tivadar újságjának címlapján szerepelt. 1897-ben a cionisták javaslatára Izrael zászlójának tervébe is belekerült.
A második világháborúban a holokauszt során a Dávid-csillagot formázó sárga csillag kötelező viselését rendelték el a zsidó származásúak részére.
A jelképrendszerét tekintve a két egymásba olvadó háromszög kifejezheti Isten és az ember viszonyát is. A lefelé mutató isteni háromszög az, ami lehajol és magába foglalja, felemeli a felfelé mutató háromszöget. A kabbala szerint a csillag hat ága és a hozzájuk tartozó hat kis háromszög megfelel a világ hat irányának előttem, mögöttem, jobbra, balra, fent és lent.